# Lijst van weg- en veldkapellen in Baarle-Nassau
Dit is een onvolledige lijst van veldkapellen in de gemeente Baarle-Nassau. Kapelletjes komen vooral in het zuiden van Nederland voor en werden dikwijls gebouwd ter verering van een heilige.
| Kapel                                  | Adres        | Plaats                | Bouwperiode | Architect | Foto |
| -------------------------------------- | ------------ | --------------------- | ----------- | --------- | ---- |
| Mariakapel                             | Kievit       | Baarle-Liefkenshoek   | 1950        |           |      |
| Sint-Salvatorkapel                     | Nijhoven     | Baarle-Nijhoven       | 1938        |           |      |
| Maria-Hemelvaartkapel                  | Hooiberg     | Castelré              | 2004        |           |      |
| Sint-Bernarduskapel                    | Bosstraat    | Ulicoten              | 1654 1944   | J. Oomen  |      |
| Mariakapel                             | Oude Strumpt | Ulicoten-Oude Strumpt | 1930        |           |      |
| Millennium Kapel O.L. Vrouw ter Donken | Groeske 1a   | Castelre              |             |           |      |